# Dan Patrick
Daniel Patrick Pugh (Zanesville, Ohio; 15 de mayo de 1956) conocido profesionalmente como Dan Patrick, es un comentarista deportivo, personalidad de radio y actor estadounidense. Actualmente es anfitrión de The Dan Patrick Show que se transmite en Premiere Radio Networks, y en televisión en The 101 Network, y sirve como escritor de Sports Illustrated. Anteriormente trabajó (y es quizás más conocido) para ESPN durante 17 años.

## Primeros años
Patrick era un jugador de baloncesto en la secundaria en William Mason High School. Asistió a la Universidad de Kentucky en una beca de baloncesto durante dos años antes de irse a la Universidad de Dayton.